# Julia Vargas-Weise

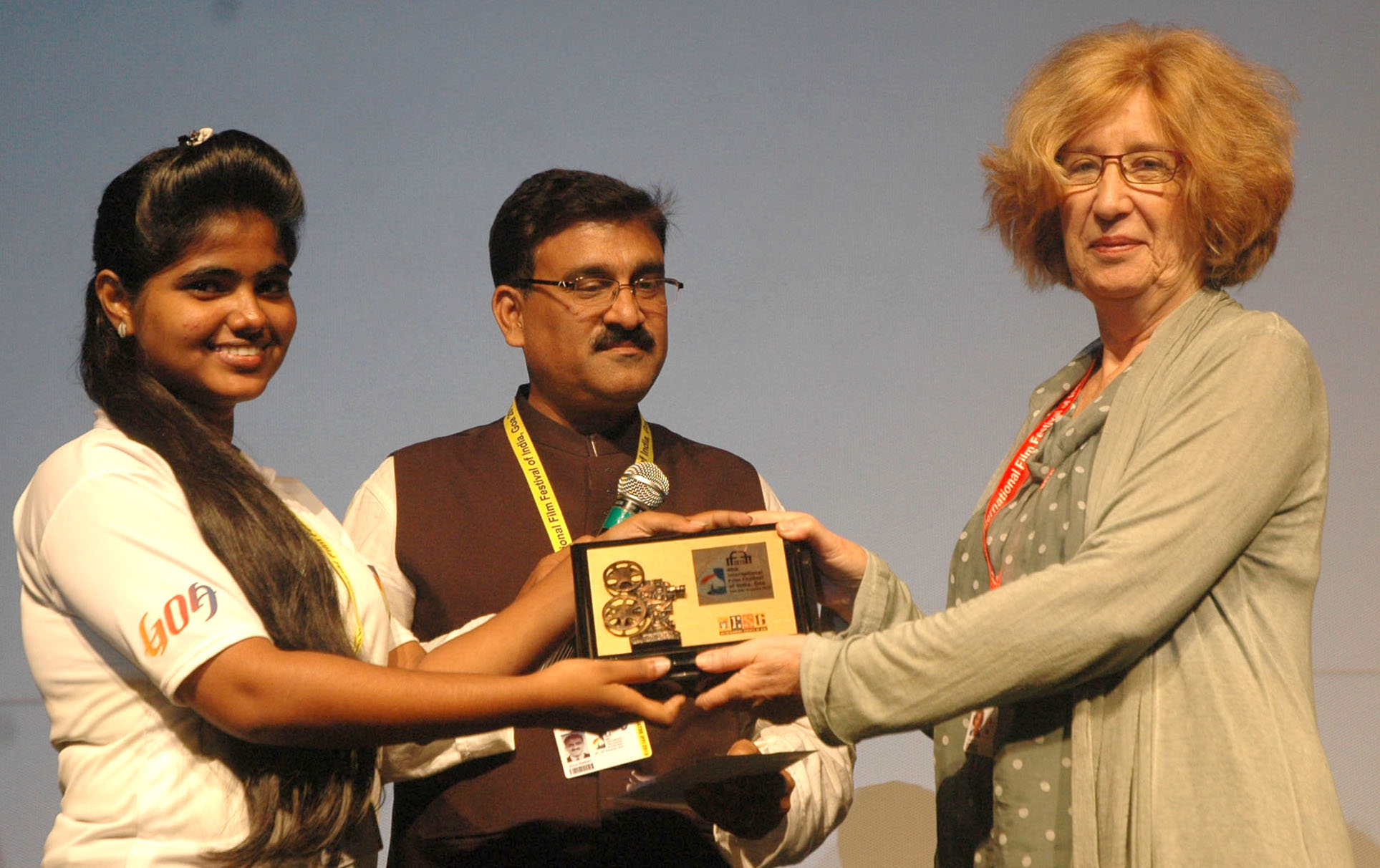
Julia Vargas-Weise (à direita) recebendo uma premiação 46º Festival Internacional de Cinema da Índia, 2015

Julia Vargas-Weise (Cochabamba, 5 de fevereiro de 1942 – Barcelona, 1 de abril de 2018), foi uma fotógrafa, roteirista, educadora e diretora de cinema boliviana. Formou-se profissionalmente na Ecole dês Arts et Métiers em Friburgo, Suíça. Foi conhecida por ser a primeira mulher fotógrafa de Bolívia.

## Filmografia
- Esito seria... (2004)
- Patricia, uma vez basta (2006)
- Ónus sellada (2015), precandidata a melhor filme estrangeiro nos prêmios Óscar

## Prêmios
- Prêmio Contribua ao Cinema e ao Audiovisual Boliviano (2017) no 17.[3]º Festival Internacional de Cinema Santa Cruz (Fenavid)